# Карпинский (лунный кратер)
Кратер Карпинский (лат. Karpinskiy) — большой ударный кратер в северной приполярной области обратной стороны Луны. Название присвоено в честь русского геолога Александра Петровича Карпинского (1846—1936) и утверждено Международным астрономическим союзом в 1970 г. Образование кратера относится к раннеимбрийскому периоду.

## Описание кратера

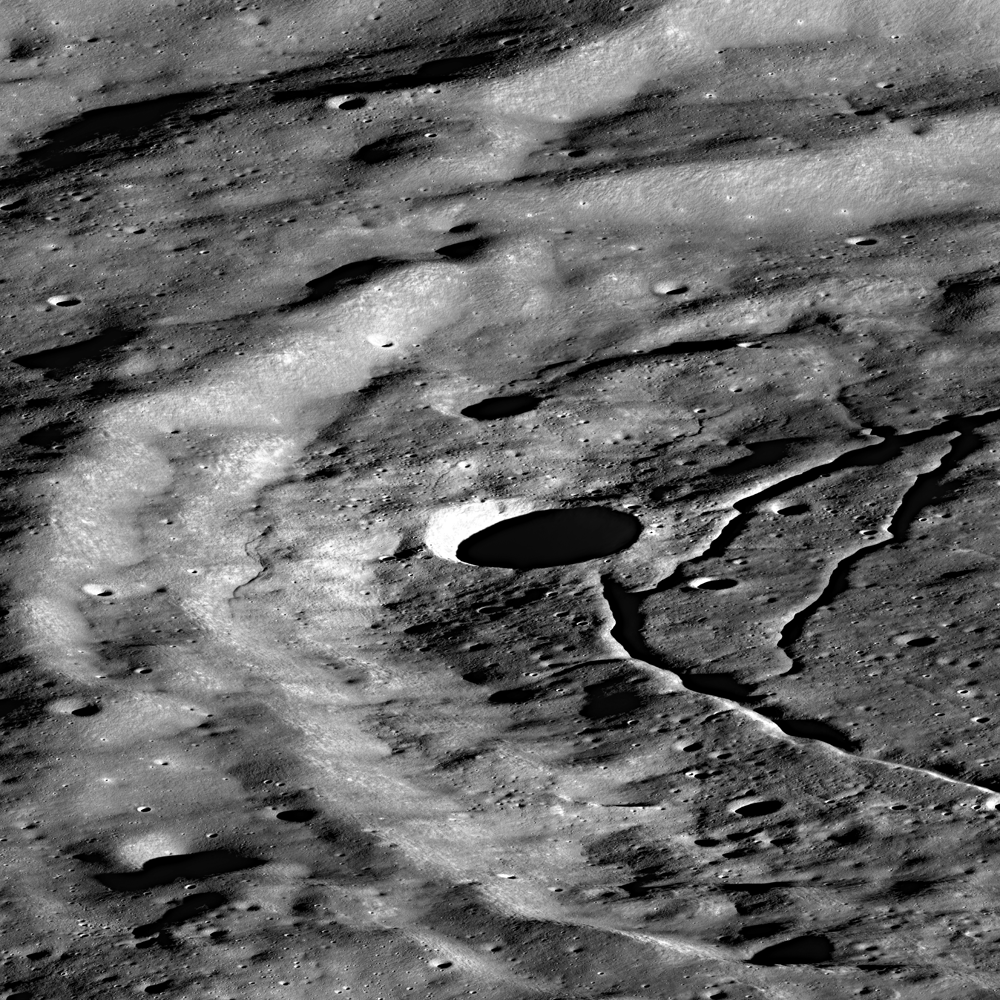
Борозды в северо-восточной части чаши кратера Карпинский. Снимок зонда Lunar Reconnaissance Orbiter.

Ближайшими соседями кратера являются кратер Сирс на западе; кратер Би Шэн на северо-западе; кратер Миланкович на севере; кратер Рикко на северо-востоке; кратер Робертс на востоке-юге-востоке и кратер Скьеллеруп на юго-западе. Селенографические координаты центра кратера 72°37′ с. ш. 166°48′ в. д. / 72,61° с. ш. 166,8° в. д., диаметр 91,4 км, глубина 2,8 км.
Кратер имеет полигональную форму, умеренно разрушен. Располагается внутри более древнего и большего по размеру кратера, сопрягаясь с его останками по южной части вала, поэтому южная часть вала значительно выше и шире по сравнению с остальной, сглаженной частью вала. Внутренний склона вала имеет следы террасовидной структуры. Объем кратера составляет около 8 200 км3. Дно чаши пересеченное в южной части и сравнительно ровное в северной половине. В северной части чаши располагается система борозд. Имеется группа центральных пиков, несколько смещенная к югу от центра чаши. 

## Сателлитные кратеры

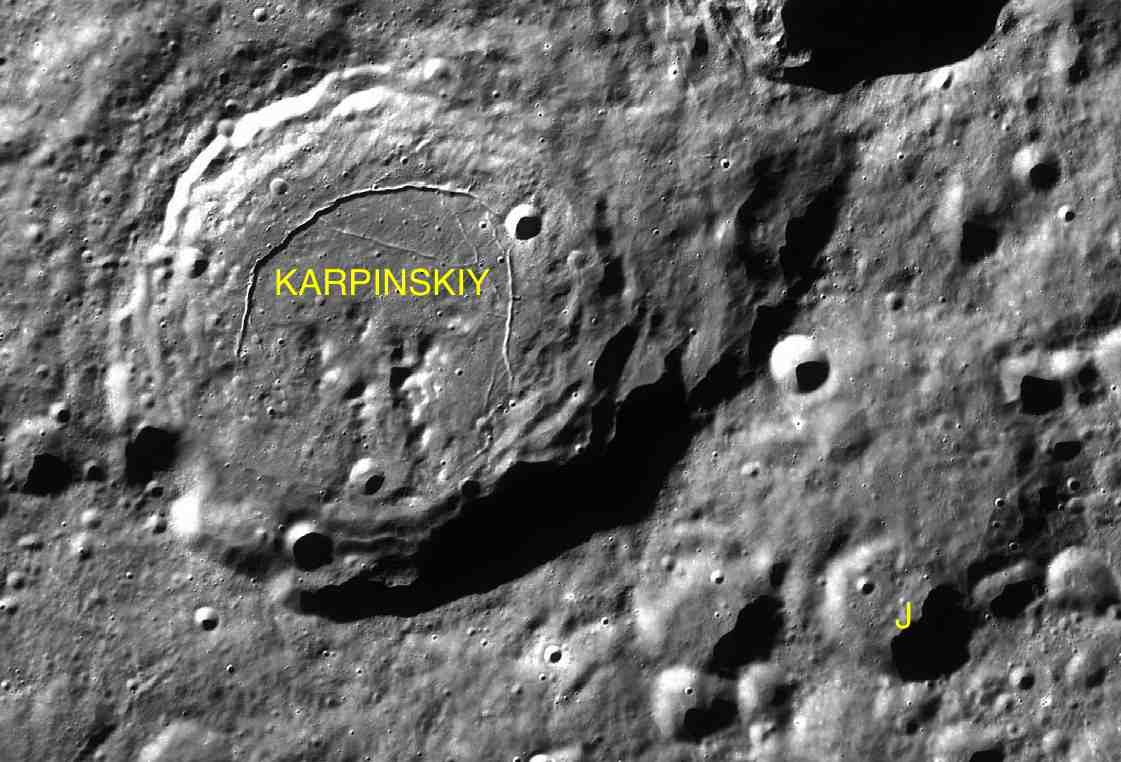
Фрагмент карты LAC-7.

| Карпинский | Координаты                                              | Диаметр, км |
| ---------- | ------------------------------------------------------- | ----------- |
| J          | 71°01′ с. ш. 175°46′ в. д. / 71,01° с. ш. 175,77° в. д. | 23,1        |

## См.также
- Список кратеров на Луне
- Лунный кратер
- Морфологический каталог кратеров Луны
- Планетная номенклатура
- Селенография
- Минералогия Луны
- Геология Луны
- Поздняя тяжёлая бомбардировка